# Geodia lacunata
Espèce
Synonymes
Tethya lacunata Lamarck, 1815
Geodia lacunata est une espèce d'éponges de la famille des Geodiidae.

## Taxonomie
L'espèce est décrite par Jean-Baptiste de Lamarck en 1815 sous le nom de Tethya lacunata.
Synonymes
- Tethya lacunata Lamarck, 1815

### Publication originale
- Lamarck, J.B.P. de Monet, Comte de. (1815 [1814]). Suite des polypiers empâtés. Mémoires du Muséum d'Histoire naturelle, Paris.